# Mefistofeles
Mefistofeles, zkráceně Mefisto, je ďábel objevující se v německé legendě o doktoru Faustovi a jejích různých uměleckých zpracováních. Je to služebný duch, s nímž Faust uzavírá smlouvu, takže ho může vyvolat a získává jeho pomoc, pakt s ďáblem však Mefistofelovi umožňuje po splnění jeho části smlouvy požadovat od Fausta odměnu, lidskou duši. Etymologie Mefistofelova jména je nejasná, může být hebrejského, řeckého nebo latinského původu.